# Pandora XV años La historia
Pandora XV años La historia es un álbum recopilatorio de Pandora que contiene todos los discos de estudio del grupo grabados con EMI.

## Antecedentes
Para festejar los XV años del lanzamiento de Pandora en 1985, EMI lanza una edición especial de todos los discos del grupo a excepción de Pandora 1985/1998 incluyendo 11 álbumes:
- Pandora
- Otra vez
- Huellas
- Buenaventura
- 999 razones
- Con amor eterno
- Ilegal
- Con amor eterno vol. II
- Confesiones
- Hace tres noches apenas
- Vuelve a estar conmigo

## Lista de Canciones por álbum
| 1. Cuando no estás conmigo |
| 2.Tarde o temprano         |
| 3.Como te va mi amor       |
| 4.Déjame                   |
| 5.De mil maneras           |
| 6.Todo por amor            |
| 7.Quiéreme más             |
| 8.Para escribir tu nombre  |
| 9.Que fácil es             |
| 10.Volver a empezar        |

- Datos: Q25410687